# Aerogaviota
 (janvier 2025).
Aerogaviota est une compagnie aérienne basée à La Havane, à Cuba.
La compagnie assure des vols intérieurs à Cuba ainsi que des vols de Cuba vers la Jamaïque. Sa base principale est l'aéroport international José-Martí à La Havane.